# Säulenleuchtturm
Im Jubiläumspark „300 Jahre Sankt Petersburg“ steht dieser 22 Meter hohe, runde Granitturm mit Aussichtsraum oben. Eine Erinnerung an die maritime Bedeutung der Stadt, aber ohne jegliche nautische Funktion.